# Косьцеюв
Косьцеюв (пол. Kościejów) — село в Польщі, у гміні Рацлавиці Меховського повіту Малопольського воєводства.
Населення — 370 осіб (2011).
У 1975-1998 роках село належало до Келецького воєводства.

## Демографія
Демографічна структура станом на 31 березня 2011 року:
|          | Загалом | Допрацездатний вік | Працездатний вік | Постпрацездатний вік |
| -------- | ------- | ------------------ | ---------------- | -------------------- |
| Чоловіки | 184     | 39                 | 116              | 29                   |
| Жінки    | 186     | 40                 | 101              | 45                   |
| Разом    | 370     | 79                 | 217              | 74                   |